# Tempio di Diana (Mérida)
Il tempio di Diana è un tempio romano costruito nel I secolo d.C. nella città di Augusta Emerita, capitale della provincia romana della Lusitania, l'attuale Mérida. Fu costruito nel foro municipale della città romana seguendo la configurazione consueta dei templi dell'antichità classica ed è l'unico edificio religioso romano sopravvissuto a Mérida in uno stato di conservazione accettabile. In realtà era dedicato al culto imperiale, non alla dea Diana, e doveva essere uno dei principali templi della città, a giudicare dalla sua dedicazione e dal posto preminente che occupava nello spazio urbano. Dal 1993 è stato dichiarato Patrimonio dell'umanità come parte del Insieme archeologico di Mérida.

## Storia
Resta da considerare il momento in cui fu realizzata quest'opera. Alcuni aspetti formali, come i canoni dei capitelli e lo sviluppo della modanatura del podio, o l'uso di un materiale come il granito, sono caratteristiche dell'architettura che si sviluppò durante tutto il I secolo d.C. C. fin dal periodo di Augusto. All'interno di questo ampio arco temporale, le ultime conclusioni rimandano al governo di Tiberio (14-37 d.C.), al quale apparterrebbe molto probabilmente una rappresentazione scultorea rinvenuta negli scavi del tempio nel XIX secolo, all'epoca della costruzione del tempio. Ci sono alcuni dettagli che indicano attività di costruzione lì durante l'ultimo periodo dei Flavi (69-96 d.C.).
Nel XVI secolo, nella cella, la stanza interna del tempio, fu costruito il Palazzo del Conde los Corbos, edificio che ha in parte garantito la sopravvivenza del tempio romano. Questo palazzo ha un portale, finestre e una doppia galleria di stile rinascimentale per la cui costruzione furono utilizzati materiali romani e visigoti. In due delle sue finestre si possono vedere dettagli decorativi di gusto mudéjar. Nel giugno 2018 è stato inaugurato nel palazzo un piccolo museo.

## Nome originario
Il tempio è stato chiamato di Diana da quando lo storico locale Bernabé Moreno de Vargas lo identificò nel XVII secolo. Tuttavia, negli scavi archeologici intorno all'edificio, sono state rinvenute diverse immagini scultoree in tempi diversi che hanno permesso di discernere il significato di il suo culto. Alla fine del XIX secolo apparve la scultura di un imperatore della dinastia Giulio-Claudia, probabilmente Tiberio o Claudio. Successivamente, sempre legato alla persona dell'imperatore, fu rinvenuto il Genius Augusti, simbolo della divinizzazione dell'imperatore. E completa questo significativo insieme un bronzetto di epoca antoniana (138-161 d.C.) che rappresenta il Genio del Senato, rappresentazione del carattere divino del Senato romano. Oltre a tutti questi significativi reperti, bisogna considerare un'iscrizione che allude ad un flamen, sacerdote del culto imperiale. Tutto porta a pensare che il tempio fosse effettivamente dedicato al culto imperiale, e come tale al suo interno si venerassero sia l'immagine dell'imperatore che quella del Senato divinizzato, culto che si estende anche alla dea Roma. L’ubicazione di questo tempio di culto ufficiale nell'area preminente del foro di questa colonia romana e in luogo elevato ne corrobora la finalità.

## Descrizione
Il tempio di Diana era situato in quello che era il foro centrale di Mérida, vicino all'incrocio delle due strade principali della città, il cardo e il decumano, la cui linea segue l'attuale via Santa Eulalia, e sarebbe uno dei gli edifici monumentali che delimitavano questo spazio. Orientato da nord a sud, la sua facciata posteriore sarebbe parallela al decumano. All'interno dell'ampio spazio del foro, il tempio fu concepito con un proprio recinto a giardino, aperto sul foro, attraverso un portico di lesene e con due vasche davanti alle facciate principali.

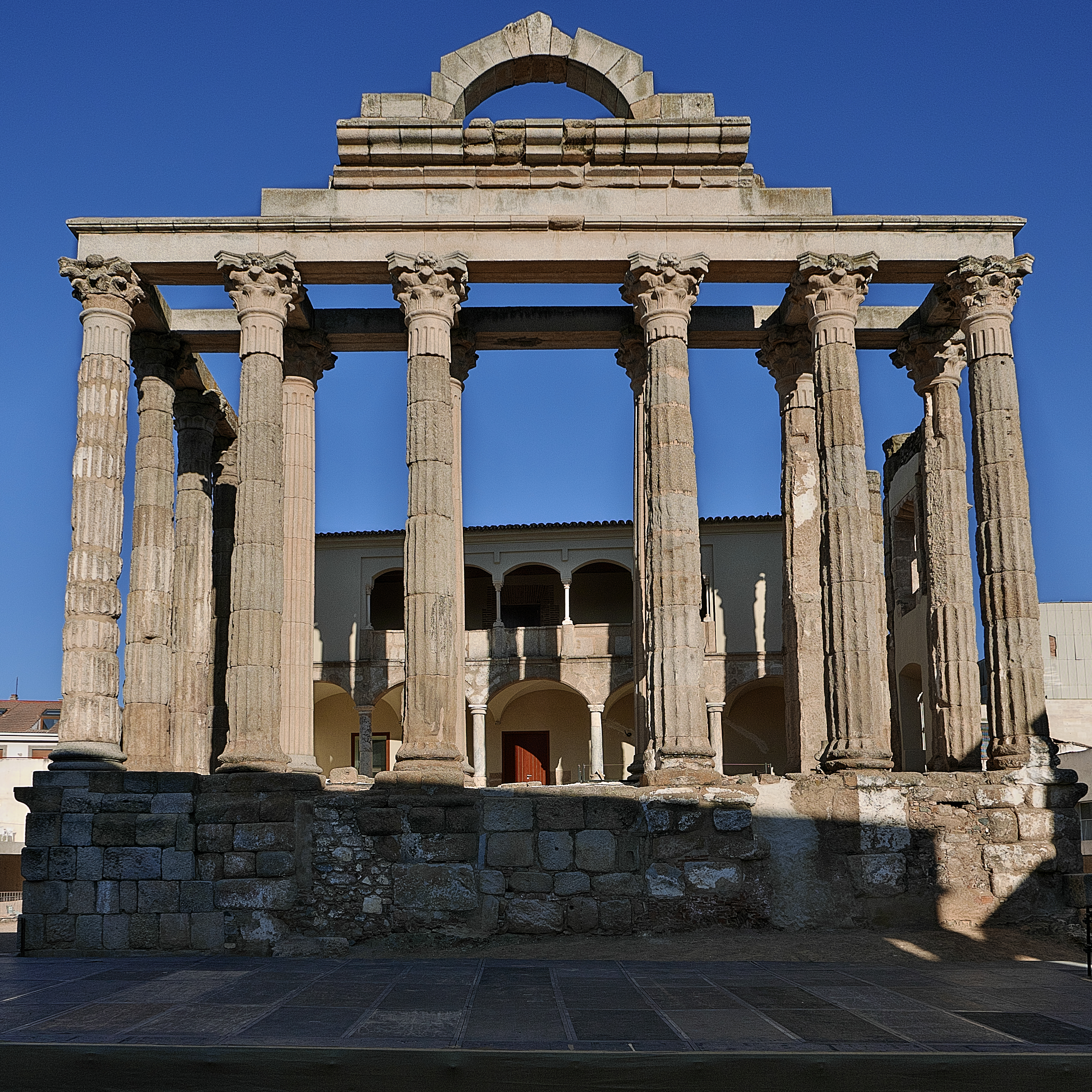
Facciata del tempio

La struttura del tempio è simile a quella di altri come la Maison Carrée a Nîmes o i templi dedicati ad Augusto a Vienne e Barcellona. La costruzione rettangolare si eleva su un podio alto 3,23 m ricoperto da conci di buona fattura e disposti con corda e tizzone, che termina con cornice modanata. Sopra questo podio si eleva un colonnato di cui conserviamo poco più della metà delle colonne, sufficienti per offrire una visione generale del suo volume originario. Si tratta di un tempio periptero - cioè circondato da colonne - con portico esastilo - sei colonne nella parte anteriore - e undici colonne sui lati maggiori. Le proporzioni della sua pianta sono 32×18,5 m, mentre le colonne sono alte otto metri.
Le colonne poggiano su basi attiche e hanno fusto scanalato. Sopra i capitelli corinzi, in alcuni tratti, sopravvive l'antica architrave, la cui decorazione originaria si può intuire da alcuni frammenti rinvenuti negli scavi. Al di sopra di questa non restano resti del tetto originario dell'edificio, anche se il ritrovamento di alcuni pezzi sciolti suggerisce che il frontone triangolare avesse un arco semicircolare, oggi ricostruito e ben visibile, simile a quello del Tempio di Augustobriga a Talavera la Vieja, vicino a Cáceres.
Tutti gli elementi erano realizzati in pietra di granito, estratta da varie cave nei dintorni di Mérida, ma la finitura esterna che presentano ora è molto diversa dall'originale. Sarebbero stati ricoperti di stucco, come si è visto in alcuni conci dove rimane ancora attaccato al granito, che mascherava la ruvidità di questa roccia e delineava con più raffinatezza gli ornamenti delle colonne e dei capitelli. È addirittura possibile che anche il basamento fosse rivestito in questo modo, come suggerisce qualche frammento di stucco situato sulla sua superficie.
L'interno del tempio, la cella, non è ricostruibile. Rimangono solo poche fondazioni interne che lasciano intravedere la divisione di questo luogo sacro mediante colonne e l'estensione del suo spazio fino al primo intercolumnio laterale, tanto che nella parte anteriore vi era un piccolo portico. Dopo la demolizione di alcune case annesse all'edificio romano, è stato confermato che la facciata principale si trovava sul lato sud, dove è stato scoperto l'inizio della scalinata del tempio. Nell'ambito del complesso religioso, su entrambi i lati della facciata erano presenti due laghetti con i rispettivi canali.

## Galleria d'immagini

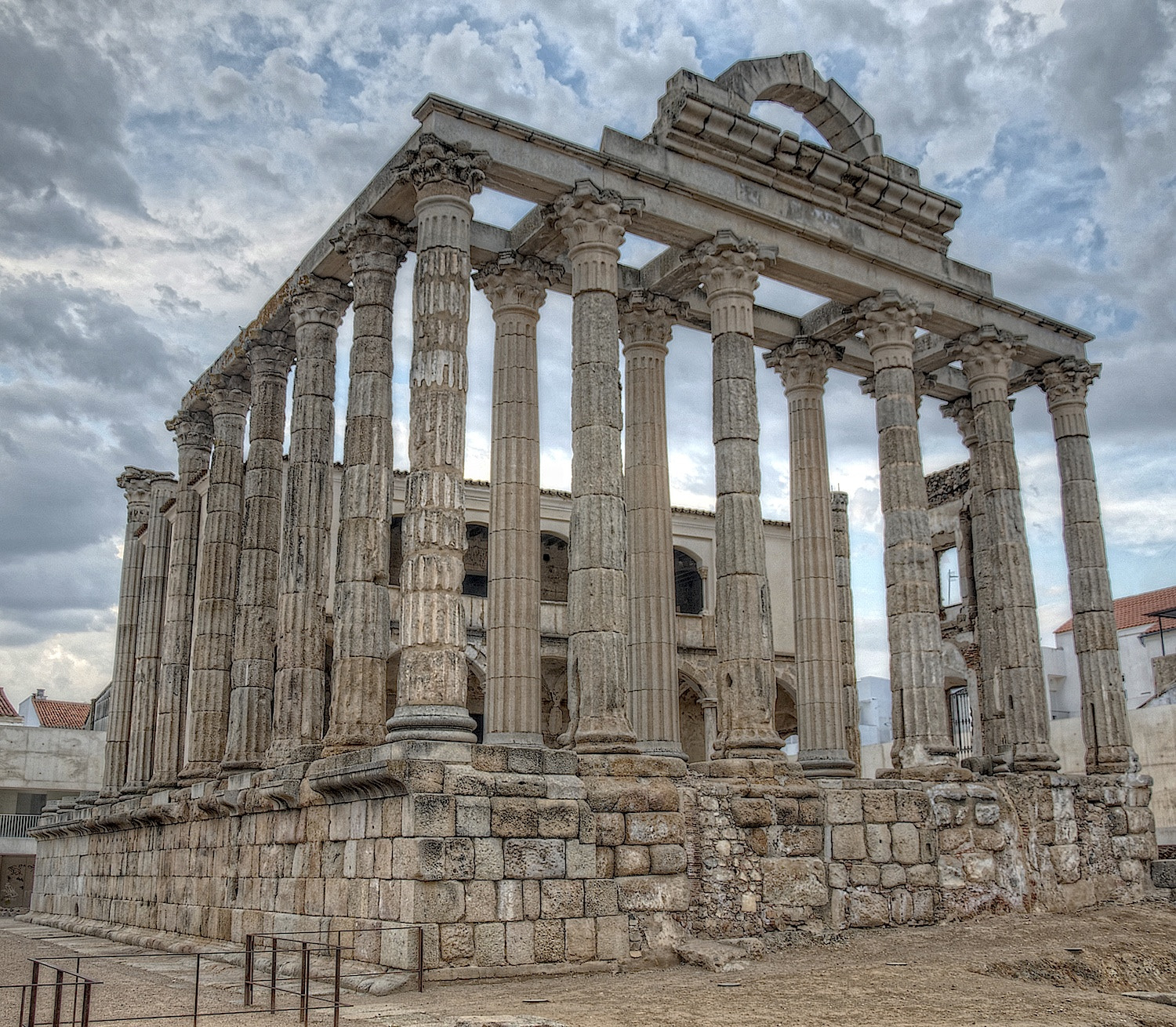
Vista generale
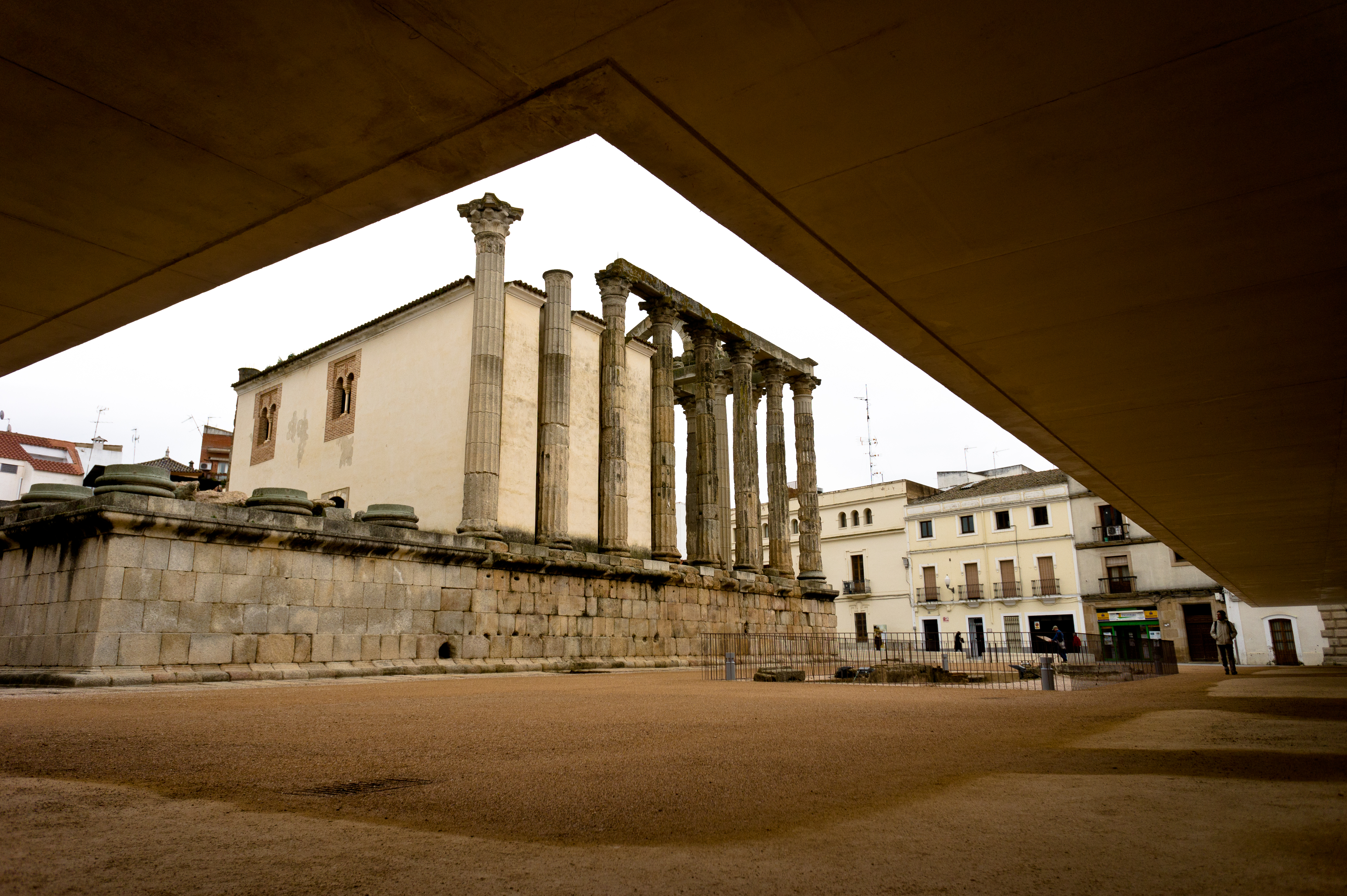
Lato ovest e facciata posteriore
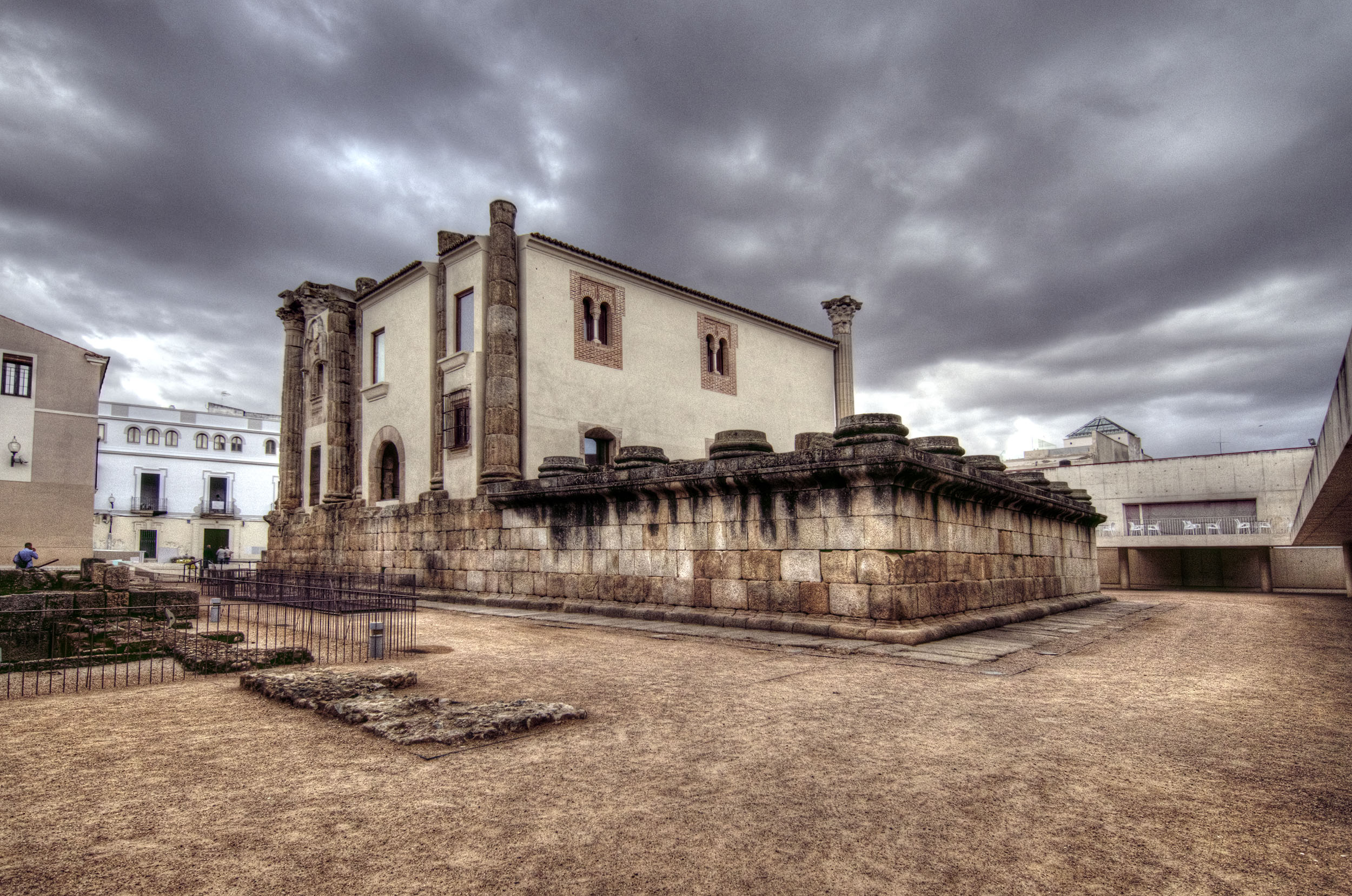
Vista da nord
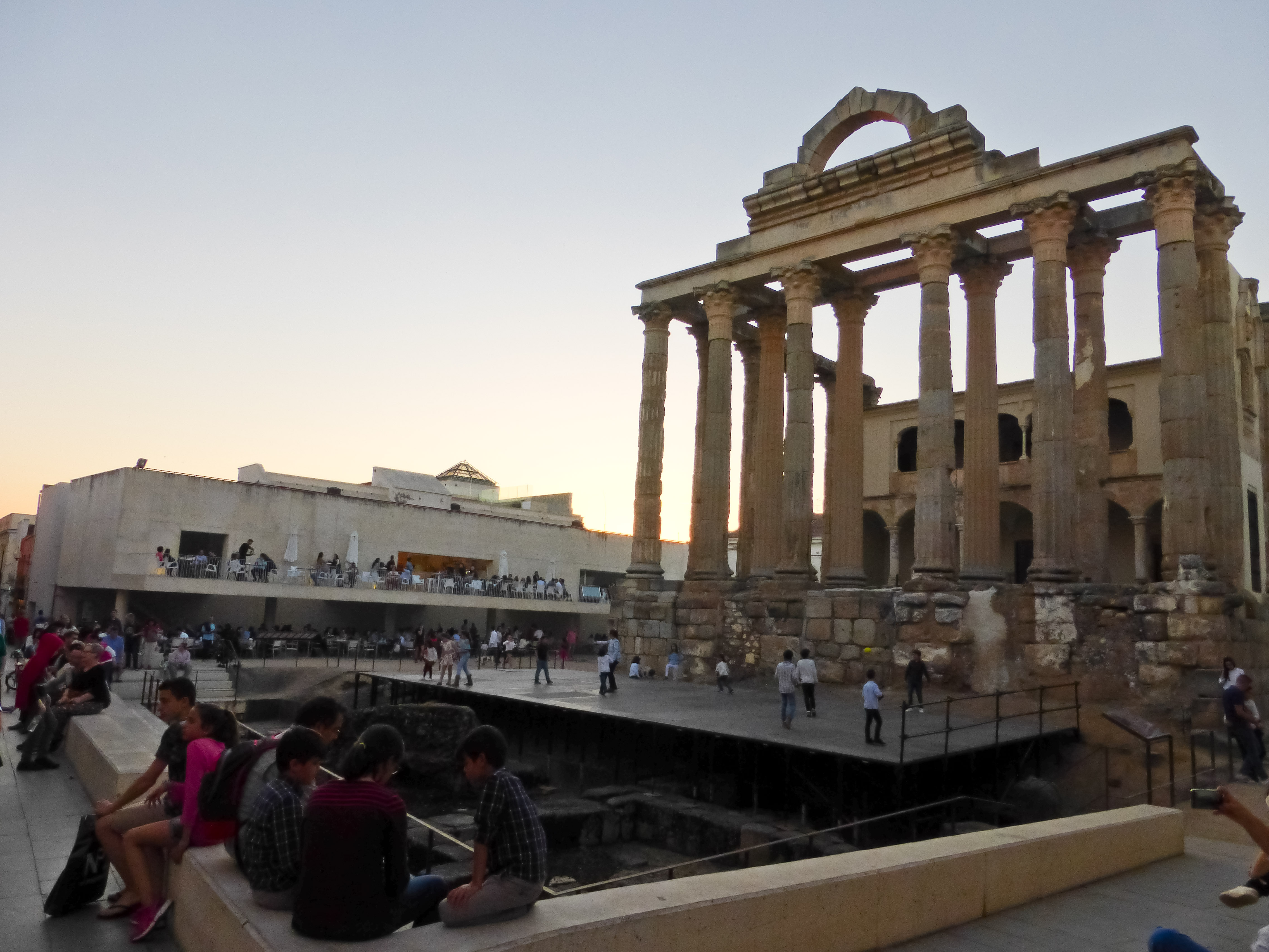
Rovine di fronte alla facciata.
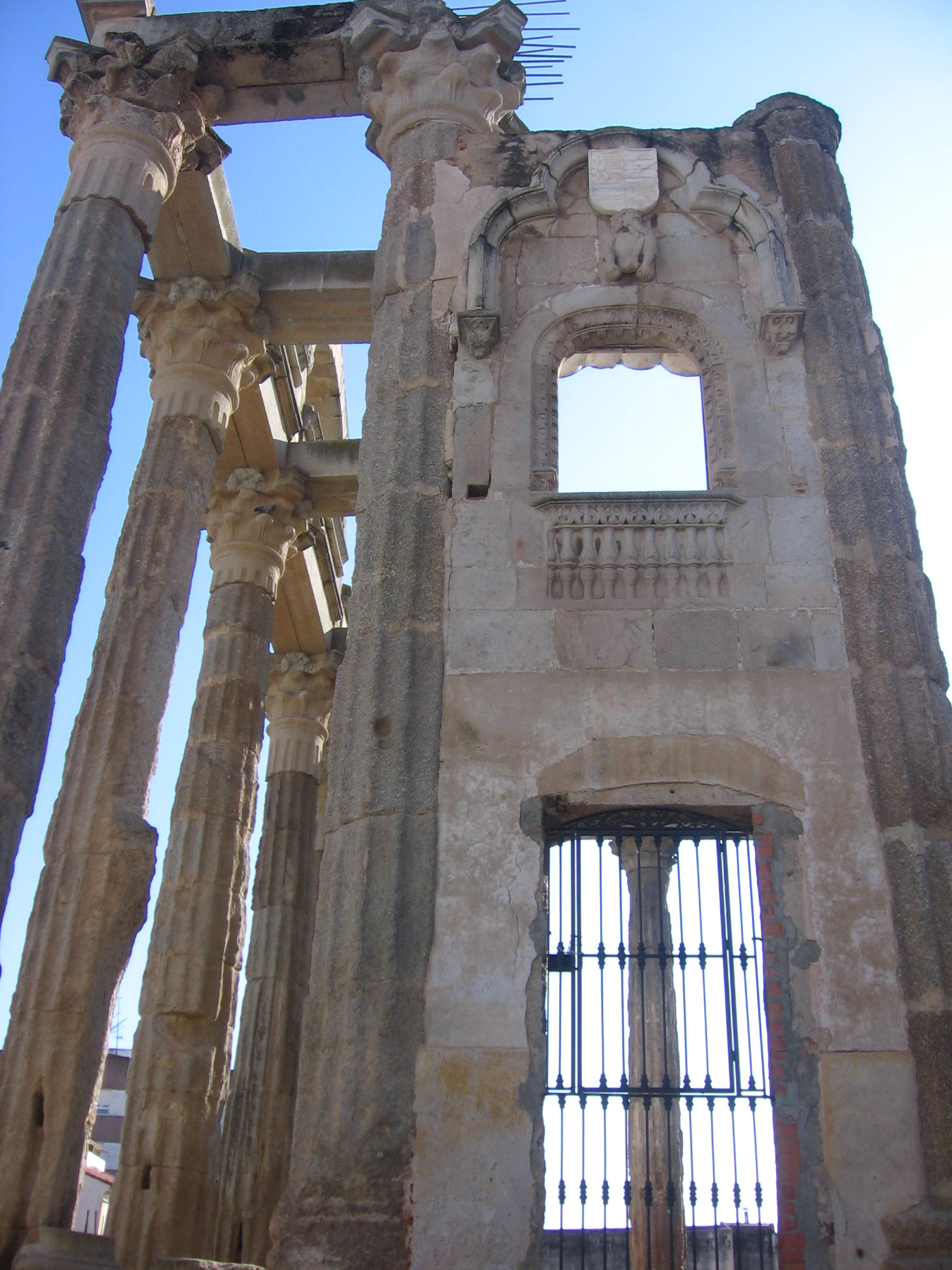
Balcone del palazzo del Conde de los Corbos, del XVI secolo